# Zawsze byłam
Zawsze byłam – utwór polskiej aktorki i piosenkarki Agnieszki Włodarczyk wydany 24 września 2007 przez wytwórnię My Music jako pierwszy singel z jej debiutanckiego albumu studyjnego pt. Nie dla oka.... Autorem słów jest Marcin „Liber” Piotrowski, a muzyki Robert Janson.
Utwór zajął 25. miejsce w plebiscycie radia RMF FM na przebój roku 2007.
Teledysk do piosenki wyreżyserowali Justyna Ekert i Radek Górka. Jego premiera odbyła się 27 listopada 2007.

## Notowania
Radio
| Kraj   | Notowanie (2007)                                     | Najwyższa pozycja |
| ------ | ---------------------------------------------------- | ----------------- |
| Polska | Polskie Radio Białystok (Lista przebojów)            | 3                 |
| Polska | Polskie Radio Szczecin (Szczecińska Lista Przebojów) | 15                |
| Polska | Radio Bielsko (Codzienna Lista Przebojów)            | 7                 |
| Polska | RDN Małopolska (Lista przebojów)                     | 5                 |
| Polska | RMF FM (Poplista)                                    | 1                 |
| Polska | Wietrzne Radio (Top 15)                              | 3                 |

Telewizja
| Kraj   | Notowanie (2007)    | Najwyższa pozycja |
| ------ | ------------------- | ----------------- |
| Polska | VIVA (Chart Surfer) | 8                 |
| Polska | VIVA (Net Charts)   | 11                |
| Polska | MTV (Maxxx Hits)    | 9                 |